# Пракаш, Варшини
Варшини Пракаш (хинди वार्शिनी प्रकाश) — американская климатическая активистка и исполнительный директор Sunrise Movement, организации 501 (c) (4), соучредителем которой она стала в 2017 году. В 2019 году она включена в список Time 100 Next и стала соискателем премии Sierra Club John Muir Award.

## Ранняя жизнь и образование
Пракаш впервые узнала об изменении климата, когда ей было 11 лет, после новостей о цунами 2004 года в Индийском океане. Повзрослев, она захотела стать врачом. Пракаш поступила в колледж Массачусетского университета в Амхерсте, где начала заниматься вопросами климата. Находясь там, она стала лидером школьной кампании по продаже ископаемого топлива. Пракаш также работала с национальной организацией Студенческая сеть по продаже ископаемого топлива. В 2017 году, через год после её окончания, UMass Amherst стала первым крупным государственным университетом, отказавшимся от своих активов.

## Карьера
В 2017 году Пракаш с семью другими активистами основала Sunrise Movement, которое выступает за политические действия по изменению климата.
В 2018 году она стала исполнительным директором Sunrise Movement после того, как группа организовала акцию протеста в офисе спикера Палаты представителей США Нэнси Пелоси с просьбой создать целевую группу Конгресса по борьбе с изменением климата.
Она была включена в список Time 100 Next за 2019 год.
В рамках своей работы с Sunrise Movement Пракаш выступает за такие предложения, как « Новый зелёный курс». В 2020 году организация одобрила сенатора США Берни Сандерса в Демократических праймериз на пост президента. Пракаш была назначена советником целевой группы Джо Байдена по климату в 2020 году. Она также является членом консультативного совета Climate Power 2020, группы, в которую входят демократы и активисты, выступающие за для повышения интереса американских избирателей к действиям по борьбе с изменением климата.
Пракаш — соредактор книги Winning the Green New Deal: Why We Must, How We Can , выпущенной в августе 2020 года. Она также является автором книги The New Possible: Visions of Our World Beyond. Кризис.